# El Milagro (ort i Honduras)
El Milagro är en ort i Honduras.   Den ligger i departementet Departamento de Cortés, i den västra delen av landet, 170 km nordväst om huvudstaden Tegucigalpa. El Milagro ligger 38 meter över havet och antalet invånare är 1 917.
Terrängen runt El Milagro är platt åt nordost, men åt sydväst är den kuperad. Runt El Milagro är det tätbefolkat, med 257 invånare per kvadratkilometer. Närmaste större samhälle är San Pedro Sula, 13,1 km nordväst om El Milagro. Omgivningarna runt El Milagro är en mosaik av jordbruksmark och naturlig växtlighet.